# تیاگو مارین مارتیر
تیاگو مارین مارتیر (به پرتغالی: Thiago Marin Mártir) هافبک اهل برزیل است که در شهر Itaquera و در تاریخ ۳ نوامبر ۱۹۸۴ به دنیا آمده‌است.
تیاگو مارین مارتیر در تیم‌های فوتبال Atlético-PR سابقهٔ حضور دارد.